# Garancières-en-Beauce
Garancières-en-Beauce är en kommun i departementet Eure-et-Loir i regionen Centre-Val de Loire strax norr om centrala Frankrike. Kommunen ligger i kantonen Auneau som tillhör arrondissementet Chartres. År 2022 hade Garancières-en-Beauce 222 invånare.

## Befolkningsutveckling
Antalet invånare i kommunen Garancières-en-Beauce
Referens:INSEE